# Fontaine de la Roquette
La fontaine de la Roquette, a veces llamada la fontaine de Molinos, es una fuente parisina en la rue de la Roquette en el 11 distrito de París. Es un monumento histórico clasificado en 1992.

## Construcción
Como se indica en la bóveda interior, fue construida en 1846. Es propiedad del Ayuntamiento de París y fue abastecido por el Canal de l'Ourcq para abastecer de agua al barrio Faubourg-Saint-Antoine, entonces muy poblado; hoy en día ya no funciona. Su planta quizás se inspiró en la fuente de la Petite-Halle, 184, rue du Faubourg-Saint-Antoine que data del reinado de Luis XV, del mismo aspecto pero con cuatro caras). La fuente de Roquette a veces se llama Fontaine Molinos porque sus planos se atribuyen a un tal Molinos.
Como parte del mismo programa de la Ciudad de París, la fuente de Joyeuse, en la rue de Turenne es bastante comparable a ella, la deLa Roquette también presenta una estatua alegórica que representa al Ourcq.
Otra fuente, la fuente Sainte-Eugénie, también se construyó en 1846-1847 en el 87 bis rue de Charenton (distrito 12 ). ; es similar al de La Roquette pero provisto de un frontón plano. Fue destruido en 1906, durante la perforación de la rue de Prague. La fuente de La Roquette, muy degradada por la contaminación y numerosas marcas, fue limpiada y restaurada en 2009. Se prevé un proyecto de rejillas de protección en caso de que vuelva a ser objeto de vandalismo.
A pesar de su exitosa restauración, en la actualidad abandonada y degradada, no quedando en ella nada de la restauración e iluminación de 2009. Las puertas nunca se pusieron en su lugar.

## Descripción
Se presenta como un callejón sin salida de cuatro edículos, de 3,50 m  de ancho y aproximadamente 1,50 m de profundidad, rematado por un imponente frontón triangular que culmina a unos 5 mètres de altura. En los lados interiores, dos pequeños bancos de piedra enmarcan un mascarón de bronce en la cabeza de un león que escupe un hilo continuo de agua hacia una rejilla sellada en el suelo. Toda la decoración esculpida de la fuente es muy cuidada, la media cúpula interior está decorada con palmetas, sobre una banda moldurada que sostiene trece pequeñas cabezas de león. En la parte inferior, en forma de arco, leemos la fecha de construcción en números romanos: M DCCC XLVI. En el frontón, decorando la clave, el escudo de armas de la Ciudad de París está enmarcado por dos delfines que sostienen guirnaldas de flores.